# 第9回日米大学野球選手権大会日本代表
第9回日米大学野球選手権大会日本代表（だい9かいにちべいだいがくやきゅうせんしゅけんたいかいにっぽんだいひょう）は、1980年6月21日から30日まで行われた日米大学野球選手権大会第9回大会に出場するために編成された日本選手団である。

## 概要
同年の8月に東京で世界アマチュア野球選手権大会が開催される事が数年前からほぼ決定していたため、日本側の事務作業の負担を避けるために開催地はアメリカとなった。このため前年と前々年は連続して日本での開催となっており、日本代表にとっては3年ぶりの渡米だった。
6月13日に全日本大学野球選手権大会が終了した後、当日にメンバー発表という短期間で編成が行なわれた。このため優勝チームの明大から1チームの上限である9名が選出され、これをベースとしたチームが作られた。
14日に結団式が品川プリンスホテルで行なわれ、16日には早くも中継地のホノルルに向けて飛行機に搭乗している。ハワイ大学との練習試合を経て、19日に初戦の舞台となるロサンゼルスに移動した。試合はロサンゼルス・ドジャースの試合の前後に同じ球場で組まれることもあり、メジャーリーグ数試合を見学している。
表敬行事などをこなす一方で、25日に到着したオマハでは夕方でも気温が37.5℃に達し、試合も20時から23時までの夜半になるなど、日程には過酷な面もあった。最終的に日本側としては過去最低の1勝6敗の成績に終わり、7月2日にロサンゼルスを発ち、翌日成田空港の貴賓室で解団式が行なわれた。

## 日本チーム
所属や学年は選出当時
| 位置   | 氏名       | 所属             | 学年 |
| ------ | ---------- | ---------------- | ---- |
| 監督   | 島岡吉郎   | 明治大学監督     |      |
| コーチ | 福島郭彦   | 慶應義塾大学監督 |      |
| 投手   | 松本吉啓   | 明治大学         | 4年  |
| 投手   | 森岡真一   | 明治大学         | 3年  |
| 投手   | 藤川正博   | 帝京大学         | 4年  |
| 投手   | 加治太     | 中央大学         | 3年  |
| 投手   | 野口裕美   | 立教大学         | 2年  |
| 投手   | 高久孝     | 駒澤大学         | 4年  |
| 捕手   | 松井智幸   | 明治大学         | 3年  |
| 捕手   | 長村裕之   | 駒澤大学         | 4年  |
| 捕手   | 渋谷卓也   | 同志社大学       | 4年  |
| 内野手 | 西弘顕     | 明治大学         | 3年  |
| 内野手 | 大久保盛義 | 明治大学         | 3年  |
| 内野手 | 平田勝男   | 明治大学         | 3年  |
| 内野手 | 大石大二郎 | 亜細亜大学       | 4年  |
| 内野手 | 高木豊     | 中央大学         | 4年  |
| 内野手 | 原辰徳     | 東海大学         | 4年  |
| 外野手 | 堀添弘和   | 明治大学         | 4年  |
| 外野手 | 豊田和泰   | 明治大学         | 4年  |
| 外野手 | 栗山和行   | 明治大学         | 3年  |
| 外野手 | 西田真二   | 法政大学         | 2年  |
| 外野手 | 武藤一邦   | 法政大学         | 4年  |

## 試合結果
- 第1戦（6月21日、ロサンゼルスドジャー・スタジアム）　アメリカ 2-5 日本
- 第2戦（6月22日、ドジャー・スタジアム）　アメリカ 7-6 日本
- 第3戦（6月25日、オマハローゼンブラット・スタジアム）　アメリカ 14-5 日本
- 第4戦（6月26日、ローゼンブラット・スタジアム）　アメリカ 6-3 日本
- 第5戦（6月27日、ローゼンブラット・スタジアム）　アメリカ 6-3 日本
- 第6戦（6月29日、ロサンゼルスアナハイム・スタジアム）　アメリカ 3-2 日本（延長10回）
- 第7戦（6月30日、南カリフォルニア大学デドー・スタジアム）　アメリカ 8-5 日本
通算6勝1敗でアメリカの優勝。